# سناف
السناف تكوين جبلي يكون له ظهر محدب، ومنها ما له متن مرتفع وعر المرتقى، ومنها ما هو سهل منطرح على الأرض.

## الاسم
وذكر العبودي في معجمه  معجم كلمات أن السناف بإسكان السين وتخفيف النون-:الحجارة المستطيلة المنقادة أي المتمددة على وجه الأرض، دون ارتفاع فلا تصل إلى أن تسمى جبلا وهي أعلى من أن تكون مجرد أرض صخرية جمعه سٍنْفان بكسر السين و إسكان النون.

## أشهر السنفان
- سناف الطراد.